# Мотажин
Мотажин (пол. Motarzyn) — село в Польщі, у гміні Тихово Білоґардського повіту Західнопоморського воєводства.
Населення — 321 особа (2011).
У 1975—1998 роках село належало до Кошалінського воєводства.

## Демографія
Демографічна структура станом на 31 березня 2011 року:
|          | Загалом | Допрацездатний вік | Працездатний вік | Постпрацездатний вік |
| -------- | ------- | ------------------ | ---------------- | -------------------- |
| Чоловіки | 176     | 40                 | 118              | 18                   |
| Жінки    | 145     | 30                 | 89               | 26                   |
| Разом    | 321     | 70                 | 207              | 44                   |